# سیسان قدیم
سیسان قدیم یکی از روستاهای استان آذربایجان شرقی است که در دهستان مهران‌رود جنوبی بخش مرکزی شهرستان بستان‌آباد واقع شده‌است. این روستا ۱۷ الی ۴۱ نفر جمعیت دارد.

قبل از انقلاب اسلامی در سیسان چهار صد و پنجاه خانواده بهائی زندگی می‌کردند که بعد از انقلاب مجبور به ترک خانه خود شدند.

## موقعیت
وضعیت طبیعی روستاکوهستانی تپه‌ای می‌باشد. این روستا در دامنه کوه به صورت شیب دار واقع شده‌است که دارای حدود ۹خانوار و جمعیت حدود بر ۴۱ نفر می‌باشد.
. 

## رودخانه
رودخانه بیوک چای (رودخانه بزرگ) که از دامنه‌های کوه سهند سرچشمه می‌گیرد نیز در نزدیک این روستا قرار دارد.